# Soopafly
Прайст Джозеф Брукс (англ. Priest Joseph Brooks; нар. 8 грудня 1972), більш відомий як Soopafly, — американський хіп-хоп продюсер і репер з Лонг-Біч, Каліфорнія.

## Біографія
Він виріс в Лонг-Біч. Батько подарував йому клавіатуру після того, як надихнувся піаністами в церкві.
У підлітковому віці Брукс познайомився з реперами Снуп Доггом і Dr. Dre. Переконавши їх своїми навичками гри на клавішах, Soopafly отримав свою першу роботу для Death Row Records над саундтреком Murder Was The Case. Він грав на клавішних на композиції «Natural Born Killaz» Dr. Dre та Ice Cube і «Come Up To My Room» для Jodeci. У 1995 році він продюсував «Sooo Much Style» для Tha Dogg Pound на їхньому дебютному альбомі Dogg Food. Він також грав на клавішних у восьми інших піснях.
У 1996 році він працював над альбомом Snoop Dogg Tha Doggfather. Він продюсував пісні «Freestyle Conversation» і «You Thought». Відтоді Soopafly брав участь переважно в альбомах місцевих виконавців, таких як Snoop Dogg, Daz Dillinger, Kurupt, Warren G, RBX, Bad Azz і Tha Eastsidaz.
У липні 2006 року була створена реп-група під назвою Westurn Union. У ньому представлені Soopafly, Damani і Bad Lucc. Вони вперше виступили на альбомі Snoop Dogg Tha Blue Carpet Treatment і випустили вуличний сингл під назвою «I Don't Think So». У квітні 2008 року був випущений мікстейп під назвою House Shoe Musik, Vol. 1. Після підписання угоди з Koch Records і Doggy Style Records офіційний дебютний альбом Snoop Dogg Presents: Dubb Union був випущений 2 вересня 2008 року. Перед релізом до групи та лейблів звернулася компанія Western Union, погрожуючи судовим позовом, якщо назва не буде змінена. Назву групи змінили на Dubb Union.
Станом на сьогоднішній день Soopafly випустив три сольні альбоми.

## Дискографія
- Dat Whoopty Woop (2001)
- Bangin West Coast (2007)
- Best Kept Secret (2011)